# 新民大街
新民大街，原名顺天大街，是中华人民共和国吉林省长春市朝阳区的一条主干道，全长1500米，宽60米，中央建有街心带状花园。

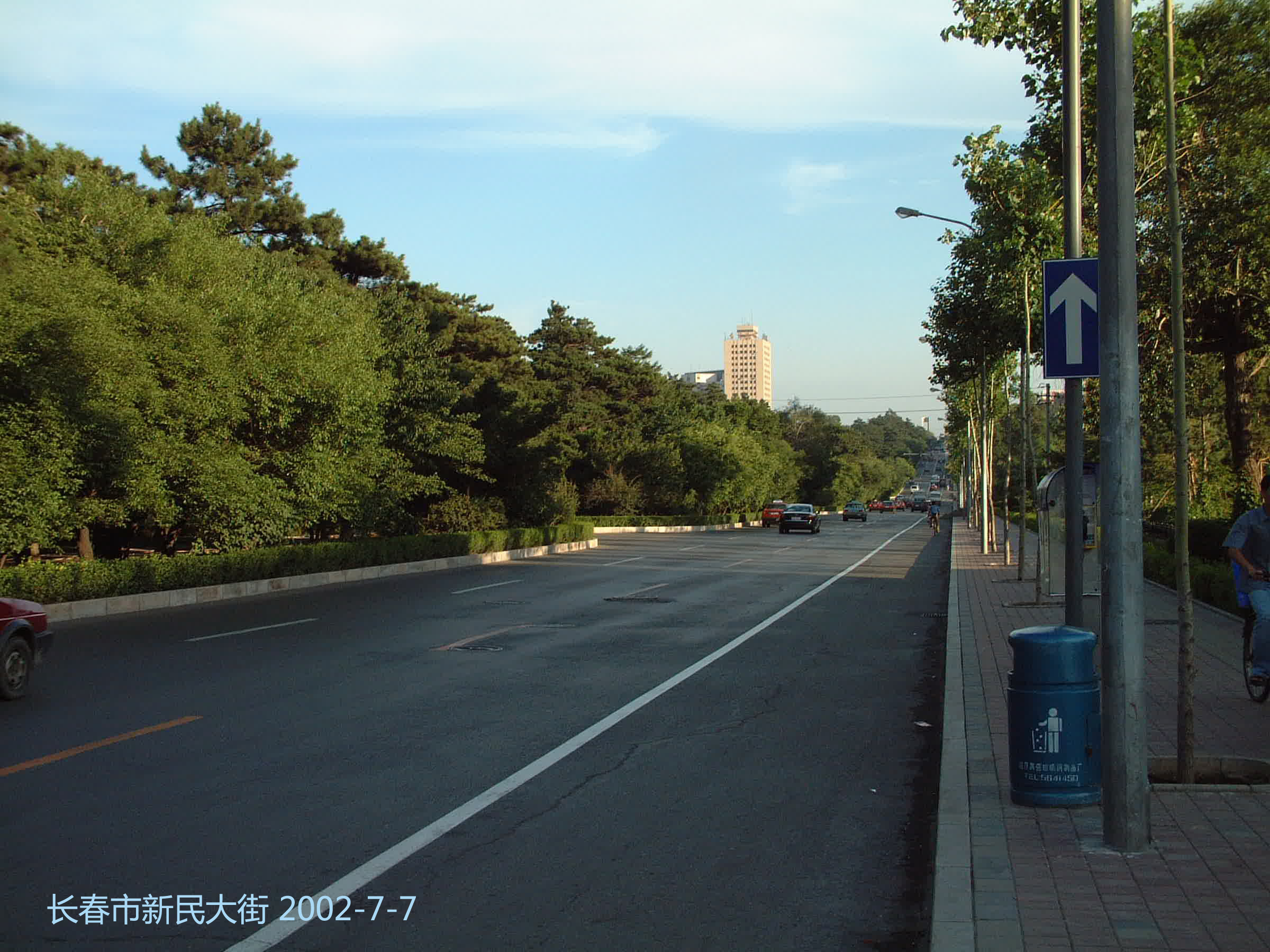
2002年的新民大街街景

## 历史
根据满洲国政府《大新京都市计划》，顺天大街开辟于1930年代。其南端为安民广场（今新民广场），北端为顺天广场（今文化广场，原满洲国新帝宫的建设用地）。其中轴线两侧及附近一带，布置有满洲国国务院及其下辖政府各部的办公建筑，分别是治安部（后为军事部）、司法部、经济部、交通部、兴农部、文教部、外交部和民生部，俗称“八大部”。
1946年，国民政府领导的长春市政府根据三民主义中的民权主义，将顺天大街更名为“民权大街”。中华人民共和国成立后，长春市人民政府将民权大街更名为“新民大街”，并沿用至今。

## 保护与现状
2010年，吉林省人民政府将新民大街及其周边建筑统称为“新民大街历史文化街区”，并入选吉林省省级历史文化街区。2012年6月8日，新民大街入选“第四批中国历史文化名街”。
2024年9月，长春市人民政府开始进行新民大街改造提升计划。2025年2月，新民大街改造提升工程开始进行，实施范围包括新民大街沿线及周边13处院落，总工期约140天，于2025年6月30日竣工。2025年7月5日，更新改造后的新民大街历史文化街区正式对外开放。

## 建筑

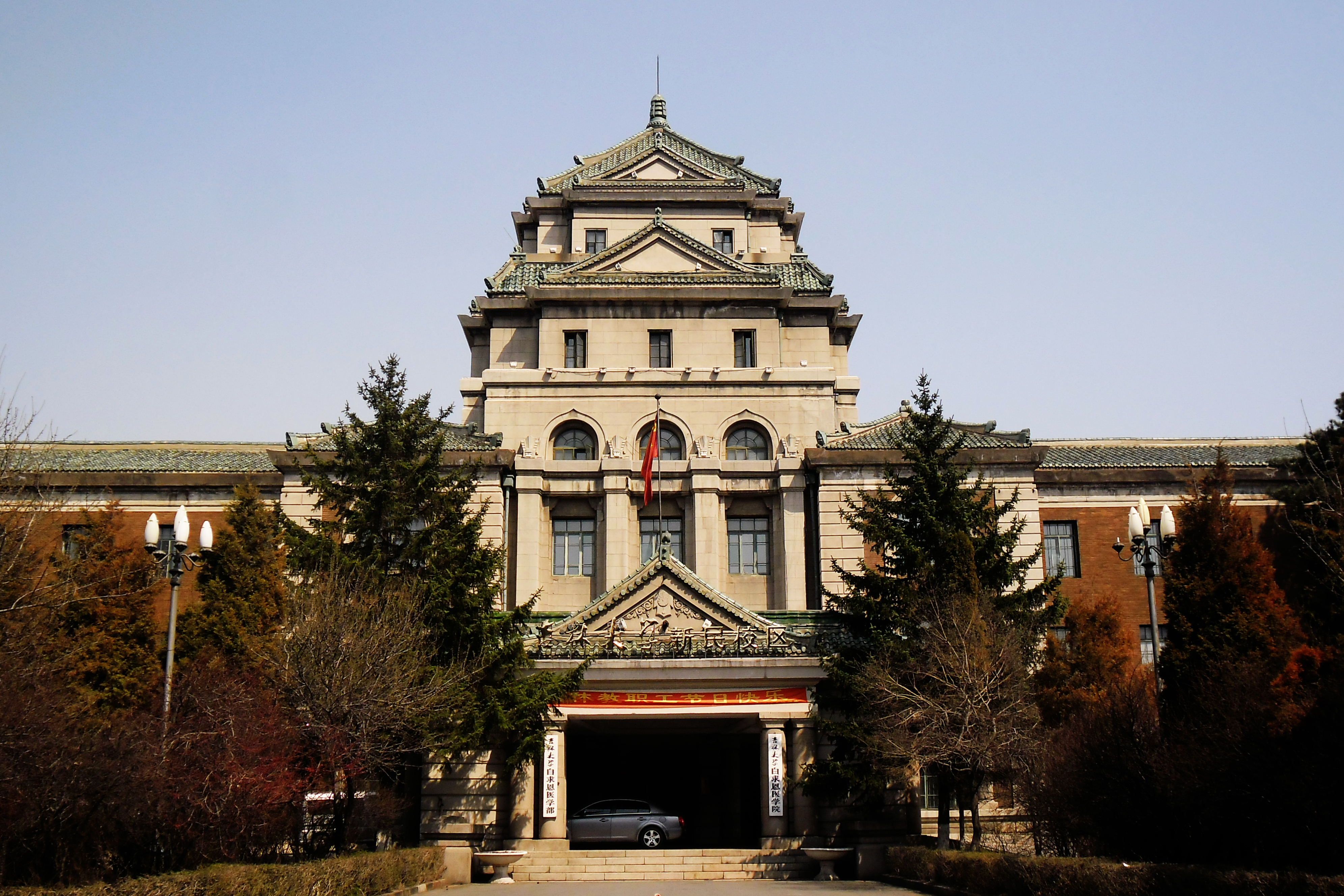
满洲国司法部旧址

- 满洲国军事部旧址（新民大街71号），今吉林大学白求恩第一医院
- 满洲国国务院旧址（新民大街126号），今吉林大学基础医学院教学楼
- 满洲国司法部旧址（新民大街828号），今吉林大学白求恩医学部
- 满洲国经济部旧址（新民大街829号），今吉林大学白求恩第三医院
- 满洲国交通部旧址（新民大街1163号），今吉林大学公共卫生防疫学院
- 满洲国综合法衙旧址，今中国人民解放军空军461医院